# Alan Dzagojev
Alan Jelizbarovitsj Dzagojev (Russisch: Алан Елизбарович Дзагоев, Ossetisch: Дзæгъойты Елизбары фырт Алан) (Beslan, 17 juni 1990) is een Russisch voetballer die doorgaans als middenvelder speelt. Hij verruilde Krylya Sovetov-SOK in januari 2008 voor CSKA Moskou. Dzagojev debuteerde in 2008 in het Russisch voetbalelftal.

## Clubcarrière
Dzagojevs ouders zijn etnische Osseten, die eind jaren tachtig voor het opkomende Georgische nationalisme uit Georgië naar Rusland, meer bepaald de deelrepubliek Noord-Ossetië vluchtten, waar Dzagojev in 1990 werd geboren. Aangezien Ossetische achternamen in Georgië (buiten Zuid-Ossetië) meestal een Georgisch achtervoegsel dragen, heette Alan oorspronkelijk Alan Zagosjvili, wat in 2000 tot de in Rusland meer gangbare vorm Dzagojev werd gewijzigd. In zijn kinderjaren had de familie Dzagojev het niet breed en hij voetbalde weleens met lege autobanden, omdat hij bang was te harde trucs met een echte rubberen voetbal uit te halen. Lange tijd nam hij de bus om voor de training te komen bij zijn club, omdat zijn ouders bang waren voor een verkeersongeval als hij zelf een auto zou besturen.
Dzagojev begon zijn carrière in het betaald voetbal in 2006 bij Krylya Sovetov-SOK. In januari 2008 maakte hij de overstap naar CSKA Moskou. Op 11 mei 2008 maakte hij zijn eerste doelpunt in de Russische competitie, tegen FK Chimki. Internationaal kwam Dzagojev op 18 september 2008 voor het eerst voor zijn club in actie, in de UEFA Cup, tegen NK Slaven Belupo. In de seizoenen 2012/13 en 20143/14 won hij met CSKA de landstitel.

## Interlandcarrière
Dzagojev maakte  op 11 oktober 2008 zijn debuut in het Russisch voetbalelftal, tegen Duitsland. Op het Europees kampioenschap voetbal 2012 scoorde hij twee keer in de met 4–1 gewonnen wedstrijd tegen Tsjechië en eenmaal tegen de Polen. Daarmee was hij samen met de Duitser Mario Gómez, Spanjaard Fernando Torres, Italiaan Mario Balotelli, Kroaat Mario Mandžukić en Portugees Cristiano Ronaldo topscorer. Allen maakten drie doelpunten, maar Torres had daar in totaal de minste tijd voor nodig en mocht daarom de Gouden Schoen ontvangen. In het toernooi werd Rusland in de groepsfase uitgeschakeld na verlies tegen Griekenland. Dzagojev nam met Rusland ook deel aan het wereldkampioenschap voetbal 2014, waar het land wederom het toernooi na de groepsfase verliet. Op 21 mei 2016 werd hij door bondscoach Leonid Sloetski opgenomen in de Russische selectie voor het Europees kampioenschap voetbal 2016 in Frankrijk, maar moest een dag later afhaken vanwege een gebroken middenvoetsbeentje. Bondscoach Stanislav Tsjertsjesov selecteerde hem twee jaar later voor het wereldkampioenschap in eigen land.

## Erelijst
CSKA Moskou
- Premjer-Liga

2007/08, 2008/09
- Russische Supercup

2009
2 Khellven ·
4 Rocha ·
5 Zdjelar ·
6 Moechin ·
7 Dávila ·
9 Tsjalov ·
10 Obljakov ·
14 Nababkin ·
17 Glebov ·
20 Koetsjajev ·
21 Fayzullaev ·
22 Gajić ·
27 Moisés ·
31 Kisljak ·
35 Akinfejev  ·
49 Torop ·
52 Bandikjan ·
68 Rjadno ·
72 Jermakov ·
77 Agapov ·
78 Divejev ·
80 Arboezov ·
86 Sjajchoetdinov ·
88 Méndez ·
90 Loekin ·
91 Zabolotny ·
Coach: Fedotov
1 Akinfejev ·
2 Anjoekov ·
3 Sjaronov ·
4 Ignasjevitsj ·
5 Zjirkov ·
6 Sjirokov ·
7 Denisov ·
8 Zyrjanov ·
9 Izmailov ·
10 Arsjavin  ·
11 Kerzjakov ·
12 Berezoetski ·
13 Sjoenin ·
14 Pavljoetsjenko ·
15 Kombarov ·
16 Malafejev ·
17 Dzagojev ·
18 Kokorin ·
19 Granat ·
20 Pogrebnjak ·
21 Nababkin ·
22 Gloesjakov ·
23 Semsjov ·
Coach: Advocaat
1 Akinfejev ·
2 Kozlov ·
3 Sjtsjennikov ·
4 Ignasjevitsj ·
5 Semjonov ·
6 Kanoennikov ·
7 Denisov ·
8 Gloesjakov ·
9 Kokorin ·
10 Dzagojev ·
11 Kerzjakov ·
12 Lodygin ·
13 Granat ·
14 Berezoetski  ·
15 Mogilevets ·
16 Ryzjikov ·
17 Sjatov ·
18 Zjirkov ·
19 Samedov ·
20 Fajzoelin ·
21 Ionov ·
22 Jesjtsjenko ·
23 Kombarov ·
Coach: Capello
1 Akinfejev ·
2 Fernandes ·
3 Koetepov ·
4 Ignasjevitsj ·
5 Semjonov ·
6 Tsjerysjev ·
7 Koezjajev ·
8 Gazinski ·
9 Dzagojev ·
10 Smolov ·
11 Zobnin ·
12 Loenjov ·
13 Koedrjasjov ·
14 Granat ·
15 Aleksej Mirantsjoek ·
16 Anton Mirantsjoek ·
17 Golovin ·
18 Zjirkov ·
19 Samedov ·
20 Jerochin ·
21 Sjtsjennikov ·
22 Dzjoeba ·
23 Smolnikov ·
Coach: Tsjertsjesov